# 10633 Akimasa
10633 Akimasa eller 1998 DP1 är en asteroid i huvudbältet som upptäcktes den 20 februari 1998 av den tjeckiske astronomen Petr Pravec vid Ondřejov-observatoriet. Den är uppkallad efter den japanske astronomen Akimasa Nakamura.
Asteroiden har en diameter på ungefär 3 kilometer och den tillhör asteroidgruppen Vesta.